# Jorge Maíz Chacón
Jordi Maíz Chacón (Cabra, provincia de Córdoba, 1977) es un historiador español especialista en historia de los judíos mallorquines en la Edad Media. 

## Biografía
Licenciado en Historia por la Universidad de Barcelona y doctor en Historia Medieval por la Universidad Nacional de Educación a Distancia, fue premio Extraordinario de Doctorado en 2010. Profesor del Centro Asociado de las Islas Baleares de la UNED desde 2002, es profesor de Educación Secundaria en varios Institutosh de Mallorca.
Ha publicado textos en España (Perú), Argentina, Venezuela, Francia y Brasil.

## Obra
Historia
- Un verso en la trinchera. El grito revolucionario de León Felipe, coautoría junto a Carlos Coca Durán, Calumnia Edicions, Mallorca, 2023.
- Conversión o muerte. Asalto y destrucción de la judería de Palma en 1391, editorial La Tormenta, Mallorca, 2023.
- El Otoño de Kropotkin. Entre guerras y revolucionas (1905-1921), La Malatesta Editorial, Madrid, 2018.
- Contra lo mal gobierno. Revuelta y poder en la Mallorca de los siglos XIV-XVI, Calumnia - Ateneo Lo Turno, Mallorca, 2017.
- Jaume III de Mallorca y su tiempo, editor, Documenta Balear, 2016.
- Sanç I. El rey pragmático, Isla Ediciones, 2016 (obra compartida).
- Inversores, banqueros y judíos. Las redes financieras a la Corona de Aragón (s. XIV-XV), Documenta Balear, Palma, 2015.
- Disidencias. Historia y Cultura Obrera en la Mallorca contemporánea, Los Olvidados, Mallorca, 2013 (obra compartida).
- Vivir al margen. La vida cotidiana de los judíos de Mallorca (siglos XIII-XIV), Lleonard Muntaner Editor, Palma, 2013.
- Breve historia de los reinos ibéricos Archivado el 18 de enero de 2013 en Wayback Machine., Ariel, Barcelona, 2013.
- Los Invisibles. Diccionario de militantes, organizaciones y sindicatos libertarios de las Illes Balears. Volumen 1: Mallorca. 1869-1952, Los Olvidados - Ediciones del Moixet Demagogo, Mallorca, 2011 (obra compartida).
- Ciento años construyendo libertad. La CNT en Mallorca 1910/2010, Los Olvidados - Ediciones del Moixet Demagogo - CNT-AIT Palma - Pueblo Libertario - Cultura Obrera, Mallorca, 2011 (obra compartida).
- Los judíos de Baleares en la Baja Edad Media. Economía y política, UNED - Netbiblo, La Coruña, 2010.
- Actas del IV Simposio Internacional de Jóvenes Medievalistas, Ayuntamiento de Llorca - Universidad de Murcia, Murcia, 2009.

Poemarios
- Flama, Blat del Pla Impressors, Mallorca, 2016.
- Que viene el lobby, Calumnia, Mallorca, 2016.
- 'CONTRA. Poesía ante la represión', Múrcia, 2016 (obra compartida).
- Blat de Moro, Calumnia, Mallorca, 2015.
- 'Disidentes. Antología de poetas críticos españoles (1990-2014)', La Oveja Roja, Madrid, 2015 (obra compartida).
- Hirsutos y maleantes, Calumnia, Mallorca, 2014.
- 'Campamento Dignidad. Poemas para la conciencia', Baladre y Zambra, Màlaga, 2013 (obra compartida).
- Los suculentos quejidos de la turba, Baile del Sol, Tegueste - Tenerife.
- Los infractores con la careta de la revancha, Germania, Alzira, 2013.
- '65 Salvocheas', Quorum, Cadis, 2011 (obra compartida).
- Muchedumbres, Calumnia, Mallorca, 2011.
- La cárcava de los iracundos, Insomnus, Palma, 2010.

Revistas (editor)
- Humanitat Nova. Revista de Cultures Llibertàries (2016-2019)
- Nosaltres (2016-2019)
- La Tormenta. Panfleto irregular para arrasarlo todo (2016-2019)